# Куси-ла-Виль
Куси́-ла-Виль (фр. Coucy-la-Ville) — коммуна во Франции, находится в регионе Пикардия. Департамент коммуны — Эна. Входит в состав кантона Вик-сюр-Эн. Округ коммуны — Лан.
Код INSEE коммуны — 02219.

## Население
Население коммуны на 2010 год составляло 213 человек.
| 1962 | 1968 | 1975 | 1982 | 1990 | 1999 | 2010 |
| ---- | ---- | ---- | ---- | ---- | ---- | ---- |
| 187  | 188  | 208  | 196  | 189  | 176  | 213  |

## Экономика
В 2010 году среди 139 человек трудоспособного возраста (15—64 лет) 87 были экономически активными, 52 — неактивными (показатель активности — 62,6 %, в 1999 году было 67,8 %). Из 87 активных жителей работали 77 человек (40 мужчин и 37 женщин), безработных было 10 (3 мужчин и 7 женщин). Среди 52 неактивных 34 человека были учениками или студентами, 11 — пенсионерами, 7 были неактивными по другим причинам.